# Kurt Ehrhardt
Kurt Ehrhardt (* 23. Februar 1900 in Frankfurt am Main; † 25. April 1971 in Hannover) war ein deutscher Theater- und Filmschauspieler, Regisseur und Intendant.

## Leben
Ehrhardt erhielt seine Ausbildung an der Schauspielschule Frankfurt bei Carl Ebert. Er arbeitete dann als Schauspieler an den Vereinigten Bühnen Barmen-Elberfeld, in Oberhausen und am Lobe-Theater in Breslau, wo er sein Regiedebüt gab. Von 1935 bis 1940 war er am Theater Essen engagiert, hier spielte er  erstmals den Mephisto in Goethes Faust. Von 1940 bis 1943 wirkte er am Deutschen Schauspielhaus in Hamburg, ab 1943 am Theater Hannover.
1945 wurde er kommissarischer Leiter des Schauspiels Hannover. 1946 stieg er zum Oberspielleiter und Schauspieldirektor auf, 1947 wurde er zum Schauspielintendanten und 1948 zum Chefintendanten befördert. Von 1953 bis 1965 war er Generalintendant des Theaters Hannover. Er inszenierte seit 1951 zahlreiche Opern im Stil eines aus der Partitur inspirierten Musiktheaters. Die Theaterarbeit seiner Ära wird als Ballhof-Stil bezeichnet nach der Spielstätte Ballhof.
Im Film Affaire Blum spielte Ehrhardt, der als ausgezeichneter Charakterdarsteller galt, den Dr. Blum. Bis kurz vor seinem Tod hat er vor allem in zahlreichen Fernsehfilmen mitgespielt. Beigesetzt wurde er auf dem Stadtfriedhof Engesohde in Hannover.

## Auszeichnungen
- 1965 Großes Verdienstkreuz des Niedersächsischen Verdienstordens
- 1970 Ehrenmitglied des Niedersächsischen Staatstheaters

## Filmografie
- 1948: Affaire Blum
- 1951: Die Schuld des Dr. Homma
- 1958: Der Tod des Handlungsreisenden (TV)
- 1959: Der Mann, der sich verkaufte
- 1960: Die Dame in der schwarzen Robe (TV)
- 1961: Das Wunder des Malachias
- 1961: Die Stunde, die du glücklich bist
- 1962: Becket oder Die Ehre Gottes (TV)
- 1963: Der Maulkorb (TV)
- 1963: Bartleby (TV)
- 1964: Der Prozeß Carl von O.
- 1964: Die Physiker (TV)
- 1965: Klaus Fuchs – Geschichte eines Atomverrats (TV)
- 1966: Oberst Chabert (TV)
- 1966: Förster Horn – Ein guter Einfall (TV-Serie)
- 1966: Der Raub der Sabinerinnen (TV)
- 1966: Der gute Mensch von Sezuan (TV)
- 1967: Blick von der Brücke (TV)
- 1967: Nathan der Weise (TV)
- 1967: Brückenallee Nr. 3 (TV)
- 1968: Ostern (TV)
- 1969: Mister Barnett (TV)
- 1970: Eine große Familie (TV)
- 1970: Der Kommissar – Tödlicher Irrtum (TV)
- 1971: Ein Mordanschlag (TV)
- 1971: Geschäfte mit Plückhahn (TV)

## Hörspiele
- 1967: Eduard von Keyserling: Abendliche Häuser – Regie: Fritz Schröder-Jahn (Hörspiel – BR)

## Buchveröffentlichungen
- mit Ernst Drolinvaux: Kurt Ehrhardt. Schauspieler, Regisseur, Theaterleiter. [u. a. Fotos: Clausen], Friedrich, Velber b. Hannover 1965 (Reihe Theater heute, 19)

## Diskografie
- (als Sprecher): Heinrich von Kleist: Der zerbrochene Krug. Ein Lustspiel. Regie: Heinz Schimmelpfennig. Ariola / Athena, Gütersloh [1957]